# Femmes et Voyous
Pour plus de détails, voir Fiche technique et Distribution.
Femmes et Voyous (非常線の女, Hijosen no onna) est un film japonais réalisé par Yasujirō Ozu, sorti en 1933.

## Synopsis
La jeune Tokiko travaille comme dactylo dans une entreprise. Le fils du directeur est amoureux d'elle et lui fait des cadeaux qu'elle accepte, mais en fait elle est la maitresse d'un truand, Jōji, dont la bande a sous sa coupe des boites de nuit. Jōji est un ancien boxeur ; il assiste souvent à l'entrainement des jeunes parmi lesquels il remarque Hiroshi qui demande à entrer dans sa bande. Jōji d'abord réticent, finit par accepter. Hiroshi, un étudiant, vit avec sa sœur, Kazuko, qui travaille chez un disquaire et s'inquiète de ses nouvelles habitudes. Hiroshi lui avoue enfin qu'il devenu membre de la bande de Jōji.
Jōji reçoit un appel d'une femme qui demande à la voir ; méfiant, craignant un piège, il accepte néanmoins de la voir. Cette femme est Kazuko qui lui demande de persuader son frère de renoncer à sa nouvelle vie. Il est séduit par la jeune femme. Tokiko, jalouse, va voir Kazuko dans l'intention de la maltraiter, mais elle aussi tombe sous le charme de Kazuko et décide de demander à Jōji de mener une existence honnête. Il refuse ; Tokiko le quitte, retrouve le fils du directeur mais le quitte aussi en lui avouant qu'elle n'est pas faite pour lui. Elle entreprend de nouveau Jōji qui finit par se rendre à ses raisons. Kazuko les rejoint, elle cherche son frère, mais Jōji la renvoie pour cacher ses vrais sentiments. Hiroshi survient et avoue qu'il a dérobé une grosse somme dans le magasin où travaille sa sœur. Il voudrait la restituer mais n'a plus l'argent et demande à Jōji de le lui prêter. Il n'a pas la somme demandée, mais il décide de tenter un dernier coup pour l'aider : il va braquer la firme où Tokiko travaille. Jōji apporte l'argent à Hiroshi et Kazuko, mais l'alerte a été donnée et Tokiko lui demande de se dénoncer, seule manière de pouvoir vivre honnêtement après qu'il aura purgé sa peine. Jōji accepte et il se laisse arrêter.

## Fiche technique
- Titre : Femmes et Voyous
- Titre alternatif : Femmes au combat
- Titre original : 非常線の女 (Hijosen no onna?)
- Réalisation : Yasujirō Ozu
- Scénario : Tadao Ikeda et Yasujirō Ozu (crédité sous le nom de James Maki)
- Direction artistique : Yonekazu Wakita
- Montage : Kazuo Ishikawa et Minoru Kuribayashi
- Société de Production : Shōchiku
- Photographie : Hideo Shigehara
- Montage : Kazuo Ishikawa, Minoru Kuribayashi
- Pays de production :  Empire du Japon
- Langue originale : japonais
- Format : noir et blanc - 1,37:1 - film muet - 35 mm
- Genre : drame
- Durée : 100 minutes (métrage : dix bobines - 2 769 m[1])
- Date de sortie :
  - Empire du Japon : 27 avril 1933[1]
  - France : 8 novembre 2023

## Distribution
- Kinuyo Tanaka : Tokiko
- Jōji Oka : Jōji
- Sumiko Mizukubo : Kazuko
- Hideo Mitsui : Hiroshi
- Yumeko Aizome : Misako
- Yoshio Takayama : Senko
- Kōji Kaga : Misawa
- Yasuo Nanjo : Okazaki